# Vecpils pagasts
Vecpils pagasts er en territorial enhed i Durbes novads i Letland. Pagasten etableredes i 1890, havde 529 indbyggere i 2010 og 465 indbyggere i 2016 og omfatter et areal på 80,20 kvadratkilometer. Hovedbyen i pagasten er Vecpils.